# MAC Cosmetics
MAC cosmetics — канадский косметический бренд, основанный в Торонто в 1984 году Фрэнком Тосканом и Фрэнком Анджело. Штаб-квартира компании находится в Нью-Йорке после того, как в 1996 году она стала дочерней компанией Estée Lauder Companies. Аббревиатура MAC расшифровывается как Make-up Art Cosmetics.

## История бренда
Продукция компании изначально предназначалась для профессионалов в области макияжа, но продавалась по всему миру. Фрэнк Тоскан заявил, что изначально он разработал косметические средства для моделей, но им настолько понравилась его косметика, что они попросили ее для своих сестер, друзей и так далее.
В 1990-х годах бренд имел более ста магазинов по всему миру, заработав 200 миллионов франков. Развитие бренда на международном уровне и открытие новых точек продаж оставили мало времени для создания новых продуктов. В 1994 году компании Estée Lauder получили контроль над 51% акций MAC Cosmetics и начали управлять бизнесом , в то время как основатели сохранили контроль над фирмой. В 1997 году соучредитель Фрэнк Анджело умер от остановки сердца во время операции в возрасте 49 лет. Estée Lauder Inc. завершила приобретение в 1998 году, а Фрэнк Тоскан решил продать оставшиеся акции.
MAC Cosmetics входит в тройку крупнейших мировых брендов косметики с годовым оборотом более 1 миллиарда долларов и 500 магазинами. Все магазины управляются профессиональными визажистами. MAC ― официальный бренд косметики, используемый для создания макияжа киноактеров. Самыми популярными продуктами бренда являются тональная основа Studio Fix и губная помада Ruby Woo.
В сентябре 2012 года MAC Cosmetics впервые запустила в Индии коллекцию MAC Selena в сотрудничестве с родственниками певицы Селены. Сестра Селены, Сюзетта Кинтанилья, работала с брендом, чтобы создать идеальную коллекцию, которая бы отображала стиль Селены. Коллекция была распродана в течение нескольких часов не только в магазинах MAC, но и в других розничных магазинах, которые продавали коллекцию, таких как Nordstrom, Bloomingdales и Macy's. Фанаты часами стояли в очереди, чтобы заполучить коллекцию, но некоторые уходили с пустыми руками. Из-за высокого спроса на эту коллекцию, MAC пополнила коллекцию в декабре 2016 года.
В мае 2017 года косметика MAC стала доступна для покупки онлайн в магазине Ulta Beauty. Продукты стали доступны в магазинах в июне 2017 года.
24 августа 2017 года MAC Cosmetics объявила, что коллекция, посвященная певице Алии, будет доступна летом 2018 года. Официальная дата выхода коллекции MAC Aaliyah будет доступна 20 июня в Интернете и 21 июня в магазинах. Наряду с коллекцией MAC был выпущен короткометражный фильм под названием A-Z of Aaliyah, который был приурочен к запуску.
В мае 2018 года Sephora Canada объявила, что будет продавать косметику MAC онлайн и в своих магазинах.